# Wörthsee (commune)
Pour les articles homonymes, voir Wörthsee.
Wörthsee est une commune de Bavière (Allemagne), située dans l'arrondissement de Starnberg, dans le district de Haute-Bavière.